# 合成列
在抽象代數中，合成列是藉著將代數對象（如群、模等等）拆解為簡單的成份，以萃取不變量的方式之一。以模為例，一般環上的模未必能表成單模的直和。但是我們可退而求其次，考慮一組過濾 {\displaystyle \{0\}=M_{0}\subset \cdots \subset M_{n}=M}，使每個子商 {\displaystyle M_{i}/M_{i+1}} 皆為單模；這些單模稱為合成因子，{\displaystyle n} 稱為合成長度，都是 {\displaystyle M} 的不變量。亦可考慮 {\displaystyle M} 的子模範疇 {\displaystyle {\mathcal {A}}}，此時 {\displaystyle [M]\in K({\mathcal {A}})} 可唯一表為合成因子之和；在此意義下，K-群提供了模的半單化。
合成列未必存在，即使存在也未必唯一。然而若尔当-赫尔德定理斷言：若一對象有合成列，則子商的同構類是唯一確定的，至多差一個置換。因此，合成列給出有限群或阿廷模的不變量。

## 群的情形
設 {\displaystyle G} 為群，{\displaystyle G} 的合成列是對應於一族子群
{\displaystyle \{e\}=H_{0}\subset H_{1}\subset \cdots \subset H_{n}=G}
滿足 {\displaystyle H_{i}\triangleleft H_{i+1}}，使其子商 {\displaystyle H_{i+1}/H_{i}} 皆為非平凡的單群；易言之，{\displaystyle H_{i}} 是 {\displaystyle H_{i+1}} 的極大正規子群。這些子商也稱作合成因子。對於有限群，恆存在合成列。

## 模的情形
固定環 {\displaystyle R} 及 {\displaystyle R}-模 {\displaystyle M}。{\displaystyle M} 的合成列是一族子模
{\displaystyle \{0\}=J_{0}\subset \cdots \subset J_{n}=M}
其中每個子商 {\displaystyle J_{k+1}/J_{k}} 皆為非平凡的單模 。易言之，{\displaystyle J_{k}} 是 {\displaystyle J_{k+1}} 的極大子模。這些子商也稱為合成因子。若 {\displaystyle R} 是阿廷環，根據 Hopkins-Levitzki 定理，任何有限生成的 {\displaystyle R}-模皆有合成列。

## 例子
例子. 考慮 12 階循環群 {\displaystyle C_{12}}，它具有三個相異的合成列
{\displaystyle C_{1}\triangleleft C_{2}\triangleleft C_{6}\triangleleft C_{12}},
{\displaystyle C_{1}\triangleleft C_{2}\triangleleft C_{4}\triangleleft C_{12}},
{\displaystyle C_{1}\triangleleft C_{3}\triangleleft C_{6}\triangleleft C_{12}}
合成因子分別為
{\displaystyle C_{2},C_{3},C_{2}}
{\displaystyle C_{2},C_{2},C_{3}}
{\displaystyle C_{3},C_{2},C_{2}}
其間僅差個置換。

## 若尔当-赫尔德定理
定理. 若群 {\displaystyle G}〔或 {\displaystyle R}-模 {\displaystyle M}〕有合成列，則任兩個合成列都有相同長度。合成因子的同構類與合成列的選取無關，其間至多差一個置換。
略證：以下僅處理模的情形，群的情形可依此類推。假設存在兩個合成列
{\displaystyle \{0\}=M_{0}\subset \cdots \subset M_{r}=M}
{\displaystyle \{0\}=M'_{0}\subset \cdots \subset M'_{s}=M}
對 {\displaystyle \mathrm {min} (r,s)} 行數學歸納法。若 {\displaystyle \mathrm {min} (r,s)=0} 則 {\displaystyle M=0}，若 {\displaystyle \mathrm {min} (r,s)=1} 則 {\displaystyle M} 是單模。以下假定 {\displaystyle r,s\geq 2}。
若 {\displaystyle M_{r-1}=M_{s-1}}，據歸納法假設，{\displaystyle r-1=s-1} 且 {\displaystyle M_{i+1}/M_{i}} 與 {\displaystyle M'_{i+1}/M'_{i}}（{\displaystyle 0\leq i\leq r-2}）之間僅差置換。此外 {\displaystyle M/M_{r-1}=M_{/}M'_{s-1}}，故定理成立。
設 {\displaystyle M_{r-1}\neq M'_{s-1}}。此時必有 {\displaystyle M_{r-1}+M'_{s-1}=M}。置 {\displaystyle N:=M_{r-1}\cap M'_{s-1}}，於是
{\displaystyle M/M_{r-1}=(M_{r-1}+M'_{s-1})/M_{r-1}\simeq M'_{s-1}/N}
{\displaystyle M/M'_{s-1}=(M_{r-1}+M'_{s-1})/M'_{s-1}\simeq M_{r-1}/N}
取 {\displaystyle N} 的合成列 {\displaystyle \{0\}=K_{0}\subset \cdots \subset K_{t}=N}，依上式知
{\displaystyle \{0\}=K_{0}\subset \cdots \subset K_{t}=N\subset M_{r-1}\subset M\quad \ldots (*)}
{\displaystyle \{0\}=K_{0}\subset \cdots \subset K_{t}=N\subset M'_{s-1}\subset M\quad \ldots (**)}
皆為合成列，其合成因子僅差個換位。根據歸納法假設，若同刪去尾項 {\displaystyle M}，則 (*) 與 (**) 的合成因子分別等同於合成列 {\displaystyle M_{\bullet },M'_{\bullet }} 的合成因子，至多差個置換。是故定理得證。

## 站外連結
- O.A. Ivanova, L.A. Skornyakov, , Hazewinkel, Michiel  (编), , Springer, 2001, ISBN 978-1-55608-010-4